# لاينو بورغو
لاينو بورغو (كالابريان: Laino Borgo) هي مدينة، وكومونا يبلغ عدد سكانها 1879 نسمة في مقاطعة كزنسة بمنطقة قلورية، جنوب إيطاليا. تقع على الحدود بين منطقتين قلورية وبزلكاتة، وتقع عند مدخل حديقة بولينو الوطنية.